# Фань Чэнда
Фань Чэнда́ (кит. 范成大, пиньинь Fàn Chéngdà, 1126 —1193) — китайский государственный деятель, учёный и поэт времен династии Сун.

## Биография
Родился в 1126 году в г. Сучжоу (современная провинция Цзянсу). Получил хорошее образование. Впоследствии он был принят на государственную службу. Однако на ней Фань Чэнда находился недолго. Вследствие преждевременной смерти родителей в 1143 году оставил ее. В это время увлекся буддизмом заинтересовался географией южного Китая. Только в 1154 году возвращается на государственные должности. Тогда он успешно сдал императорский экзамен и получил ученное звание цзиньши. После этого занимал должности чиновника, отвечающего за официальный календарь, входит в штат императорского префекта. В 1170 году был отправлен в чжурчжэней, образовал на севере государство Цзинь, на переговоры о мире. В ходе переговоров проявил неуступчивость и едва избежал смерти. До 1178 года поднялся до должности помощника канцлера, некоторое время принимал участие в формировании государственной политики. В 1182 году, несогласный с курсом уступок северным агрессорам, подал в отставку и поселился отшельником в родных местах, на озере Шиху близ современного г. Сучжоу. Вскоре на некоторое время возвращается к службе. В 1186 году он окончательно оставляет государственную службу. Последние годы проводит в своем имении, занимаясь литературной деятельностью. Умер в 1193 году.

## Научная деятельность
Написал географический трактат «Гуй Хай Юй Хэн Чи» (Gui Hai Yu Heng Chi), в котором он дал топографическую, сельскохозяйственную и экономическую характеристику каждого региона на юге Китая. Для этого использовал как древние очерки по географии, так и собственные наблюдения.

## Литературная деятельность
Считается одним из лучших поэтов эпохи Южная Сун. В его активе немало стихов, которые были объединены в сборник, наиболее весомой из которых является «Каменное озеро», состоящий из 16 поэм. Также известным является сборник «Слово Шиху», «Элементы корабля», «Описание Уцзуна». Главная их тема — освещение красоты увиденной природы. Также является автором цикла из 60 стихов под названием «Четыре времени года в полях и садах». В этих и во многих других своих стихах о деревне Фань Чэнда стремится показать не только поэзию деревенской жизни, ее идиллическую сторону, но и суровую прозу крестьянского существования: голод и неурожаи, поборы и притеснения.
Фань Чэнда принадлежит также большой цикл из 72 стихотворений, которые представляют собой короткие путевые заметки, составленные поэтом в бытность его императорским послом в чжурчженской государству Цзинь. Фань Чэнда с грустью описывает запустение в бывшей сунской столицы, заброшенные дворцы и уничтожены парки, с волнением рассказывает о стремлении жителей освободиться от чужеземного ига. Фань Чэнда стремится к простоте языка, легкого, прозрачного стиха, свободного от вычурностей и «учености».